# Still (альбом Joy Division)
Still (рус. «Покой») — компиляционный альбом британской рок-группы Joy Division, вышедший в 1981 году.

## Об альбоме
Still вышел на двух пластинках: на первой были собраны неизданные ранее студийные песни 1978—1980 годов, а также концертная кавер-версия песни The Velvet Underground; на второй была помещена запись последнего концерта группы. Альбом планировался к выпуску в августе 1981 года, однако вышел лишь в октябре. В британском хит-параде альбом занял 5-е место. Название альбома является антонимом названия вышедшего той же осенью дебютного альбома Movement («Движение») группы New Order, образованной из участников Joy Division годом ранее.
Песни первой части альбома представляют собой законченные студийные дубли песен, которые по разным причинам не вышли на пластинках в своё время. Исключение составляют песни «Dead Souls» (была выпущена на сингле в 1980 году, правда, лишь во Франции) и «Glass» (вышла в составе сплита в 1979 году). Завершающая первую пластинку альбома 11-минутная кавер-версия The Velvet Underground «Sister Ray» была записана на концерте 3 апреля 1980 года в лондонском клубе «Moonlight».
Последний концерт Joy Division, состоявшийся 2 мая 1980 года в Бирмингемском университете и помещённый во вторую часть пластинки, был записан нелегально. Плёнка с записью была выкуплена лейблом, решившим издать её во избежание появления бутлегов, а также ввиду её исторического значения для творчества группы. Как следствие, запись концерта среднего качества, что вынудило оставшихся музыкантов группы, уже выступавших под вывеской «New Order», спустя год наложить дополнительные партии гитар и баса. Первая песня с концерта «Ceremony» была исполнена публично лишь однажды именно на этом концерте, однако на альбоме запись неполная, а вокал почти не слышен из-за неправильного микширования. Именно с этой песней позже дебютируют «New Order». Также на концерте была исполнена песня «Decades» с последнего альбома группы, являющаяся на сегодня единственной официально изданной концертной версией данной песни. Ко времени её исполнения синтезаторы, партии которых играл гитарист Бернард Самнер, оказались перегретыми, отчего они издавали искажённый, «плывущий» звук.

## Обложка
Обложка альбома оформлена дизайнерской фирмой Питера Сэвилла. Символ буквы «f» означает лейбл (Factory Records). Название альбома помещено на обратную сторону обложки.

## Список композиций
Слова и музыка всех песен — написаны Иэном Кёртисом, Бернардом Самнером, Питером Хуком и Стивеном Моррисом, за исключением отмеченных.
| №  | Название             | Длительность |
| -- | -------------------- | ------------ |
| 1. | «Exercise One»       | 3:05         |
| 2. | «Ice Age»            | 2:22         |
| 3. | «The Sound of Music» | 3:53         |
| 4. | «Glass»              | 3:55         |
| 5. | «The Only Mistake»   | 4:15         |

| №  | Название               | Автор(ы)                                          | Длительность |
| -- | ---------------------- | ------------------------------------------------- | ------------ |
| 1. | «Walked in Line»       |                                                   | 2:46         |
| 2. | «The Kill»             |                                                   | 2:14         |
| 3. | «Something Must Break» |                                                   | 2:47         |
| 4. | «Dead Souls»           |                                                   | 4:52         |
| 5. | «Sister Ray»           | Лу Рид, Джон Кейл, Стерлинг Моррисон, Морин Такер | 7:34         |

| №  | Название            | Длительность |
| -- | ------------------- | ------------ |
| 1. | «Ceremony»          | 3:50         |
| 2. | «Shadowplay»        | 3:54         |
| 3. | «A Means to an End» | 4:01         |
| 4. | «Passover»          | 5:05         |
| 5. | «New Dawn Fades»    | 4:01         |
| 6. | «Twenty Four Hours» | 4:00         |

| №  | Название       | Длительность |
| -- | -------------- | ------------ |
| 1. | «Transmission» | 3:33         |
| 2. | «Disorder»     | 3:20         |
| 3. | «Isolation»    | 3:05         |
| 4. | «Decades»      | 5:22         |
| 5. | «Digital»      | 3:53         |